# La ciociara
La ciociara (Nederlands: De inwoonster van Ciociaria) is een Italiaans-Franse oorlogsfilm uit 1960 onder regie van Vittorio De Sica. De film is gebaseerd op de roman Cesira (La Ciociara) van Alberto Moravia.

## Verhaal
Tijdens de Tweede Wereldoorlog vluchten Cesira (Sophia Loren) en haar tienerdochtertje Rosetta (Eleonora Brown) weg uit Rome om de geallieerde bombardementen te ontvluchten. De twee vrouwen trekken naar het geboortedorp van Cesira. Moeder en dochter worden beiden verliefd op een onderwijzer (Jean-Paul Belmondo), die wordt gefusilleerd door de Duitsers. Centraal in de film staan de vele verkrachtingen door soldaten uit het Franse Corps Expéditionaire Français en Italie, CEFI) na de Slag bij Monte Cassino. Het CEFI bestond uit Algerijnen en Marokkanen. Deze periode wordt in Italië aangeduid als de Marocchinate.

## Rolverdeling
| Acteur             | Personage         |
| ------------------ | ----------------- |
| Sophia Loren       | Cesira            |
| Jean-Paul Belmondo | Michele           |
| Eleonora Brown     | Rosetta           |
| Carlo Ninchi       | Vader van Michele |
| Andrea Checchi     | Fascist           |
| Pupella Maggio     | Boer              |
| Emma Baron         | Maria             |
| Raf Vallone        | Giovanni          |
| Renato Salvatori   | Florindo          |

## Trivia
Hoofdrol speelster Sofia Loren won met haar rol een Oscar. Voor het eerst werd de Oscar toegekend aan een actrice in een buitenlandse film. 